# Jayu Quta (Maar)
Jayu Quta (Aymara jayu Salz, quta See, „Salzsee“, auch Jayo Khota, Jayu Khota, Jayu Kkota) ist ein Maar auf dem Altiplano im südwestlichen Bolivien, 25 Kilometer nördlich des Salar de Uyuni und 45 Kilometer östlich des Salar de Coipasa. Es liegt im Kanton Villa Esperanza, im Municipio Salinas de Garcí Mendoza, das zur Provinz Ladislao Cabrera im Departamento Oruro gehört.  Der kreisrunde See war ursprünglich als Einschlagskrater eines Meteors gedeutet worden.
Der Kratersee hat sich durch eine phreatomagmatische Explosion gebildet, möglicherweise im Holozän. Hierbei ist heiße Gesteinsschmelze (Magma oder Lava) in Kontakt mit Grundwasser oder Oberflächenwasser getreten, so dass durch den schlagartig entstehenden Wasserdampf das umgebende Gestein gesprengt worden ist und einen Krater in den Gesteinsuntergrund gesprengt hat. Bei diesem Vorgang wurden Basalt- und Granit-Gesteinsbrocken herausgeschleudert.
Das Jayu Quta Maar liegt in einer Entfernung von zehn Kilometern südwestlich der Ortschaft Tambo Tambillo an einer Verbindungsstraße, die von Challapata am Poopó-See nach Salinas de Garcí Mendoza am Salar de Uyuni führt.